# Bunila
Bunila es una comuna ubicada en el distrito de Hunedoara, Rumania.

## Superficie
Cuenta con una superficie de 74,09 kilómetros cuadrados.

## Demografía
Hasta 2021 la población era de 247 habitantes, con una densidad de población de 3,334 habitantes por kilómetro cuadrado.